# Henry Benedict Stuart
Henry Benedict Thomas Edward Maria Clement Francis Xavier Stuart, Cardenal Duc de York (6 de març de 1725-13 de juliol de 1807) va ser un cardenal catòlic, així com el quart i darrer hereu jacobita que reclamà els trons d'Anglaterra, Escòcia, França i Irlanda públicament. A diferència del seu pare, James Francis Edward Stuart, i germà, Carles Eduard Stuart, Henry no va fer cap esforç per assolir el tron. Després de la mort de Carles el gener de 1788 el Papat no va reconèixer Henry com el monarca legal d'Anglaterra, Escòcia i Irlanda, però es referia a ell com el Cardenal Duc de York.
Va viure als Estats Pontificis i va tenir una llarga carrera al clergat catòlic, arribant a ser el Degà del Col·legi Cardenalici i cardenal bisbe d'Òstia i Velletri. En el moment de la seva mort era (i encara és) un dels cardenals que més temps van servir a la història de l'Església.
Quan era jove, el seu pare el va fer Duc de York (dins de la noblesa Jacobita), i encara se'l coneix per aquest títol. Quan va morir el seu germà el 1788, Henry passà a ser anomenat entre els jacobites com a Enric IX d'Anglaterra i Irlanda i I d'Escòcia, tot i que ell mateix es referia a si mateix com a Cardenal-Duc de York nuncupatus.

## Biografia

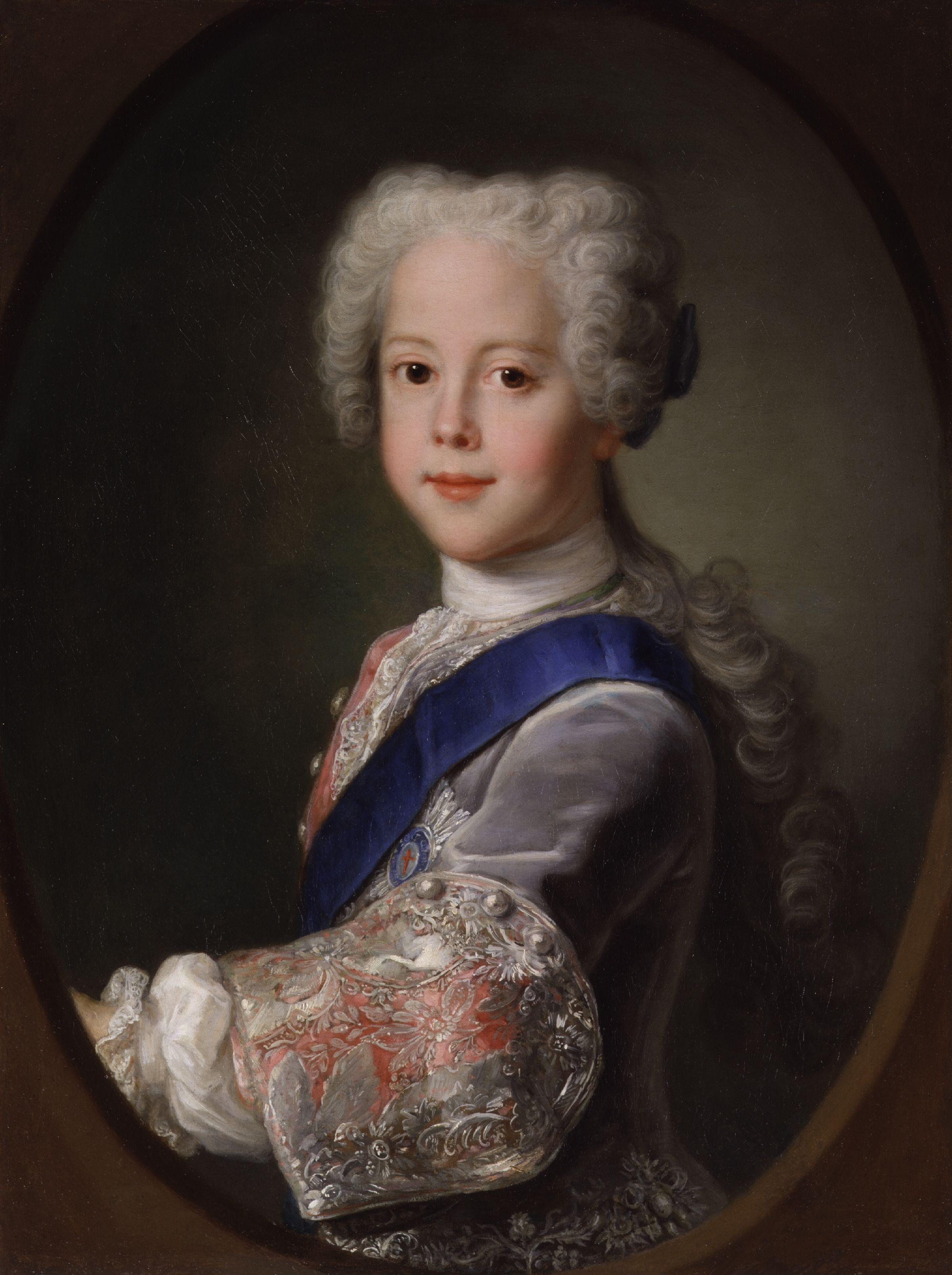
Un jove, mostrant semblança amb el seu germà gran, El Pretendent Jove.

Henry va néixer a l'exili al Palazzo Muti de Roma el 6 de març de 1725 i sent batejat a la capella del Palau Muti el mateix dia pel Papa Benet XIII, 37 anys després que el seu avi Jaume II d'Anglaterra i VII d'Escòcia perdés el tron, i després de l'intent fracassat del seu pare per recuperar-lo. El seu pare era James Francis Edward Stuart, conegut entre els seus oponents com "el Vell Pretenent". La seva mare era la princesa Maria Klementyna Sobieska, neta del rei de Polònia Joan III Sobieski. Per part de mare estava emparentat amb el cardenal Jan Aleksander Lipski.

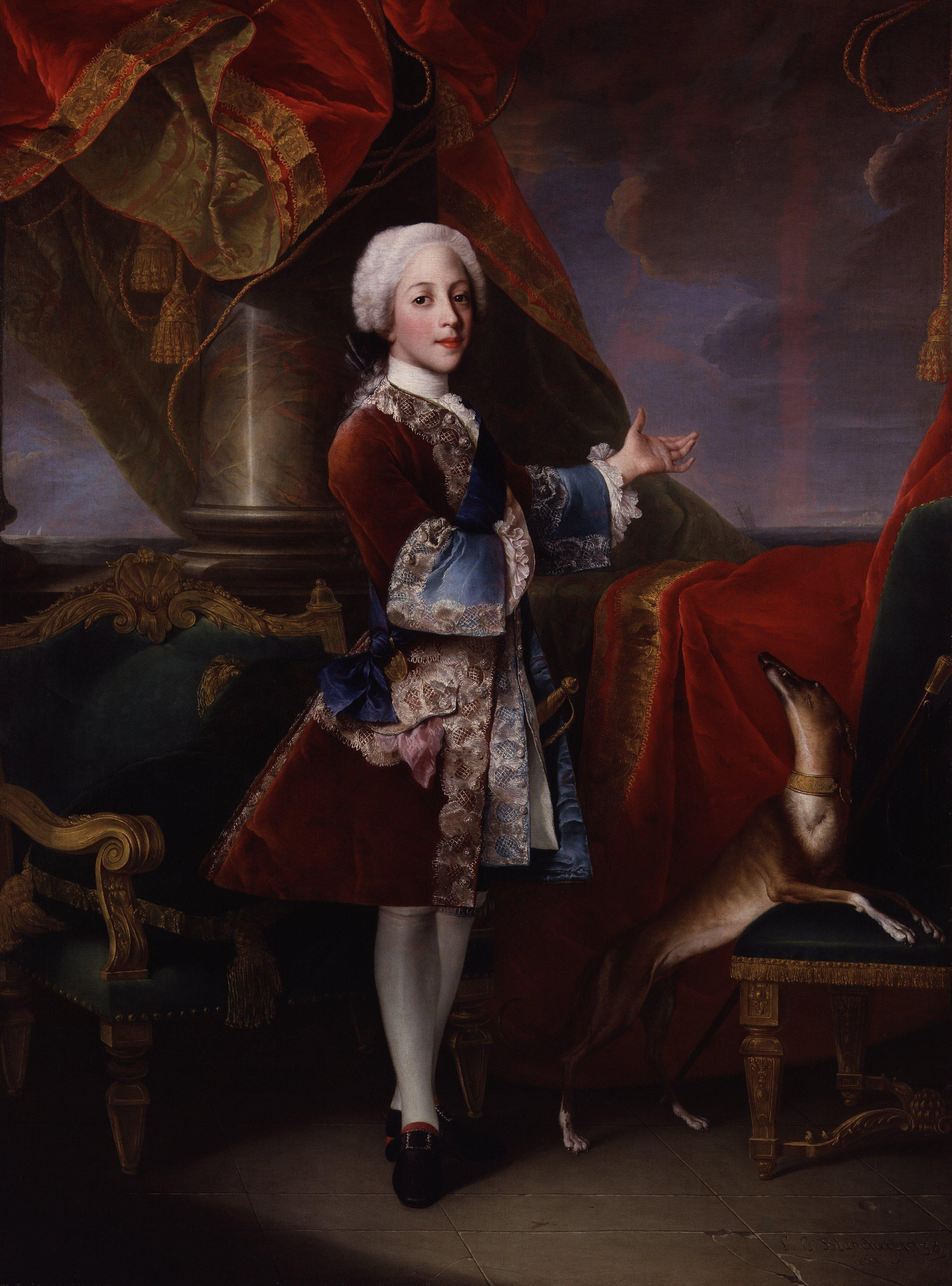
Henry Benedict Stuart, als 13 anys, per Louis Gabriel Blanchet, 1738.

Henry va anar a França el 1745 per ajudar el seu germà, el Príncep Carles Eduard Stuart ("Bonnie Prince Charlie", o el Pretenent Jove) la campanya jacobita d'aquell any. Al maig i al juny de 1946 Henry participà en l'únic servei militar de la seva vida, durant el setge d'Anversa. Després de la derrota, Henry tornà a Itàlia.

### El cardenalat
El 30 de juny de 1747 el Papa Benet XIV li conferí personalment la tonsura a la Capella Sixtina i el creà Cardenal diaca de Santa Maria in Portico Campitelli en un consistori especial celebrat el 3 de juliol de 1747, rebent la birreta cardenalícia el 8 de juliol següent. El 31 de juliol va rebre la diaconia de Santa Maria in Portico Campitelli, així com la dispensa papal per ser cardenal sense haver estat ordenat ni tan sols amb el sots-diaconat. El 27 d'agost de 1747 va rebre els quatre ordes menors de mans del Papa. Va rebre el sots-diaconat el 18 d'agost de 1748 i el diaconat el 25 d'agost de 1748. Va ser ordenat prevere l'1 de setembre de 1748 a la Basílica dels Sants XII Apòstols.
Va ser promogut a l'orde de cardenal prevere el 1748, tot i que mantenint el títol de S. Maria in Portico, tot i que pro illa vice. Arxipreste de la Basílica de Sant Pere i prefecte de la Sacra Congregació de la Venerada Fàbrica de Sant Pere, esdevingué protector de l'orde cartoixà el 8 de novembre de 1751. El 18 de desembre de 1752 va ser transferit al titulus dels Santi XII Apostoli, mantenint in commendam el de Santa Maria in Portico Campitelli. Nomenat Camarlenc del Sacre Col·legi Cardenalici el 13 de març de 1758, va mantenir el càrrec fins al 28 de gener de 1760. Va participar en el conclave de 1758, que elegí a Climent XIII.

### L'episcopat
Va ser nomenat Arquebisbe titular de Corint el 2 d'octubre de 1758, sent consagrat bisbe el 19 de novembre d'aquell any a la basílica dels Sants XII Apòstols pel nou Papa Climent XII, assistit pels cardenals Giovanni Antonio Guadagni, bisbe de Porto i Santa Rufina, Francesco Borghese, bisbe d'Albano. Henry Stuart optà pel títol de Santa María in Trastevere, mantenint in commendam el títol dels Sants XII Apòstols el 12 de febrer de 1759.
El 13 de juliol de 1759 va ser nomenat cardenal bisbe de Frascati. Vicecanceller de la Santa Església Romana des del 24 de gener de 1763, va ocupar el càrrec fins a la seva mort. Va rebre in commendam el títol de San Lorenzo in Damaso com a vicecanceller el dia del seu nomenament, i participà en el conclave de 1769 que elegí com a Summe Pontífex a Climent XIV. També participà en el conclave de 1774–1775 que elegí a Pius VI. El 1788, en morir el seu germà, els jacobites el proclamaren Enric IX, rei de iure de Gran Bretanya, França i Irlanda.
| « | Els seus ingressos pels diversos càrrecs eclesiàstics que gaudeix són enormes. Els seus ingressos d'abadies i altres pluralitats a Flandes, Espanya, Nàpols i França sumen 40.000 lliures en moneda britànica de l'època. També va ocupar beneficis sinecura que produïen ingressos a l'Amèrica espanyola. Posseïa territoris a Mèxic, que van contribuir en gran mesura als seus ingressos. | » |

Henry va ser el darrer que va reclamar el tron britànic per tocar pel Mal del Rei.

### Revolució francesa i darrers anys
En el moment de la Revolució Francesa va perdre els seus beneficis reials a França. Nomenat protector de l'orde dels Frares Menors Caputxins el 9 de juliol de 1793, durant la invasió de Roma per part de les tropes bonapartistes, contribuint decisivament a evitar que la ciutat fos saquejada pagant de la seva pròpia butxaca un rescat per Roma. Aquest fet, conjuntament amb la confiscació dels seus béns a Frascati pels francesos, el va fer caure a la pobresa. El ministre britànic a Venècia arranjà que Henry rebés una renda anual de £4,000 del Rei Jordi III del Regne Unit. Tot i que pel govern britànic això representava un acte de caritat, Henry i els jacobites ho consideraren com el primer lliurament dels diners que legalment li pertanyien (durant anys el govern britànic havia promès tornar l'aixovar anglès de la seva àvia Maria de Mòdena, però no ho va fer mai.)
Present al conclave de 1799-1800 que elegí a Pius VII, el 26 de setembre de 1803 succeí a la seu d'Òstia i Velletri en ser nomenat Degà del Col·legi Cardenalici el 26 de setembre de 1803, i tornà a Frascati aquell any. Va viure i treballar a Frascati durant molts anys, tornat tots els vespres en el seu carruatge fins a Roma, on la seva posició com a vice-canceller li conferia el Palazzo della Cancelleria.
Va morir al palau episcopal de Frascati el 13 de juliol de 1807, als 82 anys.
Els records d'època ho recorden com un home molt generós, munífic i pròdig amb els altres.

## Relacions personals
Els historiadors afirmen que hi ha la impressió que Henry era homosexual. Entre les fonts estan els escrits de Hester Lynch Thrale (1741–1821), i del diplomat i escriptor Giuseppe Gorani (1740–1819). Gorani va reconèixer haver reunit proves suficients per confirmar les seves sospites de qualsevol manera, però va cridar l'atenció sobre el nombre de clergues guapos que es trobaven al palau de Henry. L'historiador Andrew Lang va al·ludir al comentari de James que el seu fill més jove mai no es casaria encara que s'havia planejat per a ell molts matrimonis.
L'historiador Gaetano Moroni proporciona la narració més llarga de l'afecció de Henry vers Monsenyor John Lercari (1722-1802), el seu majordom de qui Henry qui es deia que havia "estimat sense mesura." Aquesta proximitat va conduir a tensions greus entre el cardenal i el seu pare, que el 1752 va tractar que Lercari fos acomiadat del servei i enviat des de Roma. Henry va reaccionar Intentar separar les seves finances particulars de les del seu pare, i ell mateix es va negar a tornar a Roma des de Bolonya sense Lercari al seu costat. Un escàndol públic es va evitar per molt poc després de la intervenció personal del papa Benet XIV que van actuar com a pacificador. S'acordà que Lecari abandonaria la casai gràcies a la influència de Henry va ser nomenat arquebisbe de Gènova.
Les coses es van posar més fàcils després de la mort de James en 1766. De 1769 endavant, Henry es va mantenir prop de Monsenyor Angelo Cesarini, un noble de Perusa, que gràcies a la protecció de Henry, va guanyar diversos honors, es va fer canonge de la catedral de Frascati, i, finalment, el 1801 va convertir en bisbe de Milevi. Quan Henry va morir, Cesarini estava encara al seu costat, com ho havia estat durant 32 anys. Cesarini va ser després enterrat a l'església de Santa Maria in Vallicella.
S'ha de donar obstant advertir en contra d'assumir qualsevol relació sexual activa, encara que poden haver tingut un element romàntic, perquè igualment clar en les fonts contemporànies és l'horror de York vers tota incorrecció.

## Post mortem

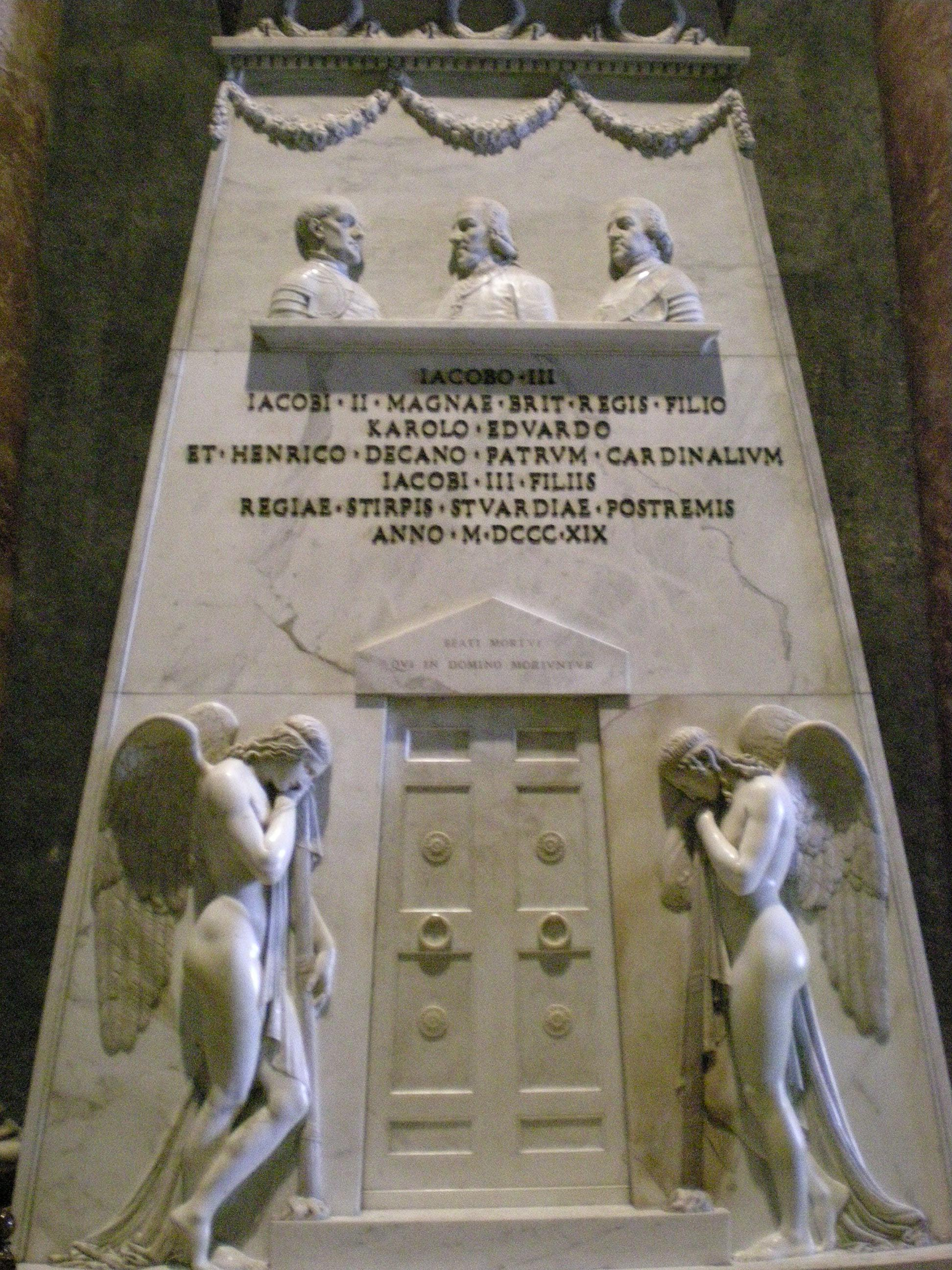
Monumento funebre a Sant Pere de Roma.

Sota la seva voluntat, que va signar com "Henry R", va ser succeït en tots els seus drets britànics reclamats pel seu amic i parent de sang, Carles Manuel IV de Sardenya. Carles ni afirmà ni renuncià a les seves reclamacions jacobites, ni cap dels seus successors fins als nostres dies.
Contràriament a la creença popular, no tornà les joies de la Corona al Príncep de Gal·les, després Jordi IV del Regne Unit. Totes les seves propietats van ser llegades a Monsenyor Angelo Cesarini, perquè les distribuís. Cesarini envià al Príncep de Gal·les diverses joies de la col·lecció privada de Henry. Entre elles hi havia un Lesser George (que es creu que és el que portava Carles I quan va ser executat, i actualment al Castell de Windsor) i un Creu de Sant Andreu (actualment al Castell d'Edimburg), que són les insígnies dels ordes de la Lligacama i del Card, així com un anell de robí.
Henry Benedict, el se germà, el seu pare i la seva mare estan enterrats a la cripta de la Basílica de Sant Pere del Vaticà. Hi ha un monument als Stuarts reials a una de les columnes de la basílica, dissenyat per Antonio Canova. Originalment el monument va ser enterrat per monsenyor Angelo Cesarini, executor del testament de Henry Benedict. Entre els subscriptors, curiosament, estava el Rei Jordi IV, el qual (un cop l'amenaça jacobita al seu tron acabà amb la mort de Henry Benedict) era un admirador de la llegenda Stuart. El monument va ser restaurat a expenses de la Reina Elisabet, la Reina Mare.

## Títols, estils, honors i armes
Gran Mestre i Cavaller de l'orde de la Lligacama (jacobita)
 Gran Mestre i Cavaller de l'orde del Card (jacobita)

### Armes
Durant la pretensió del seu pare i germà, Henry reclamà un escut d'armes consistent en el del Regne, diferenciat per un creixent platejat.

## Ascendents
|  |                                                     |  |  |  |  |  |  |  |  |  |  |  |  |  |  |  |
|  | 16. Jaume I d'Anglaterra i VI d'Escòcia             |  |  |  |  |  |  |  |  |  |  |  |  |  |  |  |
|  |                                                     |  |  |  |  |  |  |  |  |  |  |  |  |  |  |  |
|  |                                                     |  |  |  |  |  |  |  |  |  |  |  |  |  |  |  |
|  | 8. Carles I d'Anglaterra i d'Escòcia                |  |  |  |  |  |  |  |  |  |  |  |  |  |  |  |
|  |                                                     |  |  |  |  |  |  |  |  |  |  |  |  |  |  |  |
|  |                                                     |  |  |  |  |  |  |  |  |  |  |  |  |  |  |  |
|  | 17. Anna de Dinamarca                               |  |  |  |  |  |  |  |  |  |  |  |  |  |  |  |
|  |                                                     |  |  |  |  |  |  |  |  |  |  |  |  |  |  |  |
|  |                                                     |  |  |  |  |  |  |  |  |  |  |  |  |  |  |  |
|  | 4. Jaume II d'Anglaterra i VII d'Escòcia            |  |  |  |  |  |  |  |  |  |  |  |  |  |  |  |
|  |                                                     |  |  |  |  |  |  |  |  |  |  |  |  |  |  |  |
|  |                                                     |  |  |  |  |  |  |  |  |  |  |  |  |  |  |  |
|  | 18. Enric IV de França                              |  |  |  |  |  |  |  |  |  |  |  |  |  |  |  |
|  |                                                     |  |  |  |  |  |  |  |  |  |  |  |  |  |  |  |
|  |                                                     |  |  |  |  |  |  |  |  |  |  |  |  |  |  |  |
|  | 9. Princesa Enriqueta Maria de França               |  |  |  |  |  |  |  |  |  |  |  |  |  |  |  |
|  |                                                     |  |  |  |  |  |  |  |  |  |  |  |  |  |  |  |
|  |                                                     |  |  |  |  |  |  |  |  |  |  |  |  |  |  |  |
|  | 19. Marie de' Medici                                |  |  |  |  |  |  |  |  |  |  |  |  |  |  |  |
|  |                                                     |  |  |  |  |  |  |  |  |  |  |  |  |  |  |  |
|  |                                                     |  |  |  |  |  |  |  |  |  |  |  |  |  |  |  |
|  | 2. James Francis Edward Stuart                      |  |  |  |  |  |  |  |  |  |  |  |  |  |  |  |
|  |                                                     |  |  |  |  |  |  |  |  |  |  |  |  |  |  |  |
|  |                                                     |  |  |  |  |  |  |  |  |  |  |  |  |  |  |  |
|  | 20. Francesc I d'Este, Duc de Mòdena                |  |  |  |  |  |  |  |  |  |  |  |  |  |  |  |
|  |                                                     |  |  |  |  |  |  |  |  |  |  |  |  |  |  |  |
|  |                                                     |  |  |  |  |  |  |  |  |  |  |  |  |  |  |  |
|  | 10. Alfons IV d'Este, Duc de Mòdena                 |  |  |  |  |  |  |  |  |  |  |  |  |  |  |  |
|  |                                                     |  |  |  |  |  |  |  |  |  |  |  |  |  |  |  |
|  |                                                     |  |  |  |  |  |  |  |  |  |  |  |  |  |  |  |
|  | 21. Maria Farnese                                   |  |  |  |  |  |  |  |  |  |  |  |  |  |  |  |
|  |                                                     |  |  |  |  |  |  |  |  |  |  |  |  |  |  |  |
|  |                                                     |  |  |  |  |  |  |  |  |  |  |  |  |  |  |  |
|  | 5. Maria de Mòdena                                  |  |  |  |  |  |  |  |  |  |  |  |  |  |  |  |
|  |                                                     |  |  |  |  |  |  |  |  |  |  |  |  |  |  |  |
|  |                                                     |  |  |  |  |  |  |  |  |  |  |  |  |  |  |  |
|  | 22. Hieronymus Martinozzi                           |  |  |  |  |  |  |  |  |  |  |  |  |  |  |  |
|  |                                                     |  |  |  |  |  |  |  |  |  |  |  |  |  |  |  |
|  |                                                     |  |  |  |  |  |  |  |  |  |  |  |  |  |  |  |
|  | 11. Laura Martinozzi                                |  |  |  |  |  |  |  |  |  |  |  |  |  |  |  |
|  |                                                     |  |  |  |  |  |  |  |  |  |  |  |  |  |  |  |
|  |                                                     |  |  |  |  |  |  |  |  |  |  |  |  |  |  |  |
|  | 23. Laura Mazarini                                  |  |  |  |  |  |  |  |  |  |  |  |  |  |  |  |
|  |                                                     |  |  |  |  |  |  |  |  |  |  |  |  |  |  |  |
|  |                                                     |  |  |  |  |  |  |  |  |  |  |  |  |  |  |  |
|  | 1. Henry Benedict Stuart                            |  |  |  |  |  |  |  |  |  |  |  |  |  |  |  |
|  |                                                     |  |  |  |  |  |  |  |  |  |  |  |  |  |  |  |
|  |                                                     |  |  |  |  |  |  |  |  |  |  |  |  |  |  |  |
|  | 24. Jakub Sobieski                                  |  |  |  |  |  |  |  |  |  |  |  |  |  |  |  |
|  |                                                     |  |  |  |  |  |  |  |  |  |  |  |  |  |  |  |
|  |                                                     |  |  |  |  |  |  |  |  |  |  |  |  |  |  |  |
|  | 12. Joan III Sobieski                               |  |  |  |  |  |  |  |  |  |  |  |  |  |  |  |
|  |                                                     |  |  |  |  |  |  |  |  |  |  |  |  |  |  |  |
|  |                                                     |  |  |  |  |  |  |  |  |  |  |  |  |  |  |  |
|  | 25. Zofia Teofillia Daniłowicz                      |  |  |  |  |  |  |  |  |  |  |  |  |  |  |  |
|  |                                                     |  |  |  |  |  |  |  |  |  |  |  |  |  |  |  |
|  |                                                     |  |  |  |  |  |  |  |  |  |  |  |  |  |  |  |
|  | 6. Jaume Lluís Sobieski                             |  |  |  |  |  |  |  |  |  |  |  |  |  |  |  |
|  |                                                     |  |  |  |  |  |  |  |  |  |  |  |  |  |  |  |
|  |                                                     |  |  |  |  |  |  |  |  |  |  |  |  |  |  |  |
|  | 26. Henri Albert de La Grange d'Arquien             |  |  |  |  |  |  |  |  |  |  |  |  |  |  |  |
|  |                                                     |  |  |  |  |  |  |  |  |  |  |  |  |  |  |  |
|  |                                                     |  |  |  |  |  |  |  |  |  |  |  |  |  |  |  |
|  | 13. Marie Casimire Louise de la Grange d'Arquien    |  |  |  |  |  |  |  |  |  |  |  |  |  |  |  |
|  |                                                     |  |  |  |  |  |  |  |  |  |  |  |  |  |  |  |
|  |                                                     |  |  |  |  |  |  |  |  |  |  |  |  |  |  |  |
|  | 27. Françoise de La Châtre                          |  |  |  |  |  |  |  |  |  |  |  |  |  |  |  |
|  |                                                     |  |  |  |  |  |  |  |  |  |  |  |  |  |  |  |
|  |                                                     |  |  |  |  |  |  |  |  |  |  |  |  |  |  |  |
|  | 3. Maria Klementyna Sobieska                        |  |  |  |  |  |  |  |  |  |  |  |  |  |  |  |
|  |                                                     |  |  |  |  |  |  |  |  |  |  |  |  |  |  |  |
|  |                                                     |  |  |  |  |  |  |  |  |  |  |  |  |  |  |  |
|  | 28. Wolfgang Wilhelm, Comte Palatí de Neuburg       |  |  |  |  |  |  |  |  |  |  |  |  |  |  |  |
|  |                                                     |  |  |  |  |  |  |  |  |  |  |  |  |  |  |  |
|  |                                                     |  |  |  |  |  |  |  |  |  |  |  |  |  |  |  |
|  | 14. Felip Guillem I, elector palatí                 |  |  |  |  |  |  |  |  |  |  |  |  |  |  |  |
|  |                                                     |  |  |  |  |  |  |  |  |  |  |  |  |  |  |  |
|  |                                                     |  |  |  |  |  |  |  |  |  |  |  |  |  |  |  |
|  | 29. Magdalena de Baviera                            |  |  |  |  |  |  |  |  |  |  |  |  |  |  |  |
|  |                                                     |  |  |  |  |  |  |  |  |  |  |  |  |  |  |  |
|  |                                                     |  |  |  |  |  |  |  |  |  |  |  |  |  |  |  |
|  | 7. Hedwig Elisabeth Amelia de Neuburg               |  |  |  |  |  |  |  |  |  |  |  |  |  |  |  |
|  |                                                     |  |  |  |  |  |  |  |  |  |  |  |  |  |  |  |
|  |                                                     |  |  |  |  |  |  |  |  |  |  |  |  |  |  |  |
|  | 30. Jordi II, landgravi de Hessen-Darmstadt         |  |  |  |  |  |  |  |  |  |  |  |  |  |  |  |
|  |                                                     |  |  |  |  |  |  |  |  |  |  |  |  |  |  |  |
|  |                                                     |  |  |  |  |  |  |  |  |  |  |  |  |  |  |  |
|  | 15. Landgravina Elisabet Amàlia de Hessen-Darmstadt |  |  |  |  |  |  |  |  |  |  |  |  |  |  |  |
|  |                                                     |  |  |  |  |  |  |  |  |  |  |  |  |  |  |  |
|  |                                                     |  |  |  |  |  |  |  |  |  |  |  |  |  |  |  |
|  | 31. Sofia Elionor de Saxònia                        |  |  |  |  |  |  |  |  |  |  |  |  |  |  |  |
|  |                                                     |  |  |  |  |  |  |  |  |  |  |  |  |  |  |  |
|  |                                                     |  |  |  |  |  |  |  |  |  |  |  |  |  |  |  |